# 三角海水库
三角海水库是中国云南省红河哈尼族彝族自治州开远市境内的一座水库，位于大庄河上，建于1958年。水库正常库容为2300万立方米，集雨面积为131平方千米，海拔为1280米。